# Gonna Fly Now
Gonna Fly Now, accreditata spesso come Theme From Rocky, è una canzone composta da Bill Conti per il film Rocky, di cui è il tema principale. È stata pubblicata come singolo nel 1977 e il 2 luglio ha raggiunto il primo posto della Billboard Hot 100. È entrata a far parte della cultura degli Stati Uniti d'America insieme al personaggio di Rocky Balboa.
Il testo è stato scritto dallo stesso Bill Conti insieme a Carol Connors e Ayn Robbins, mentre le voci sono di DeEtta Little, sorella dell'attore Cleavon Little, e Nelson Pigford.  La musica è eseguita dalla band di Maynard Ferguson, il quale suona la tromba solista.
Il brano è noto per la sua apparizione nella saga di Rocky, ed è presente in tutti i film ad eccezione di Rocky IV. Ha ricevuto inoltre la candidatura al Premio Oscar per la Miglior canzone.

## Nei film
Dopo la prima apparizione in Rocky, la canzone torna nel secondo capitolo, Rocky II, in una versione alternativa, mentre in Rocky III viene usata una versione disco music. In Rocky Balboa invece la canzone ha due versioni differenti, una remixata vocalmente da Natalie Wilde e l'altra con più trombe e tono vocale diverso.

## Classifiche

### Classifiche settimanali
| Classifica (1977)        | Posizione massima |
| ------------------------ | ----------------- |
| Australia                | 13                |
| Canada                   | 8                 |
| Giappone                 | 32                |
| Giappone (international) | 1                 |
| Italia                   | 1                 |
| Nuova Zelanda            | 22                |
| Stati Uniti              | 1                 |
| Classifica (2007)        | Posizione massima |
| Irlanda                  | 16                |
| Regno Unito              | 52                |
| Stati Uniti (ringtones)  | 19                |

### Classifiche di fine anno
| Classifica (1977) | Posizione |
| ----------------- | --------- |
| Australia         | 67        |
| Canada            | 82        |
| Italia            | 12        |
| Stati Uniti       | 21        |

## Riconoscimenti
- 1977 - Premio Oscar
  - Candidata per la Miglior canzone[4]
- 1977 - ASCAP Film and Television Music Awards
  - Candidata per il Most Performed Feature Film Standards
- 2004 - American Film Institute
  - 58º posto tra le cento migliori canzoni di film[15]